# Вродливий боксер
«Вродливий боксер» (тай. บิวตี้ฟูล บ๊อกเซอร) — тайський фільм 2003 року про одного з найвідоміших спортсменів країни — кікбоксера-трансексуалку Нонг Тум. Головну роль у стрічці, наповненій епізодами спортивних змагань, зіграв професійний кікбоксер Асані Суван. Фільм, світова прем'єра якого відбулася в рамках Берлінського кінофестивалю, став міжнародним критичним хітом. Режисер стрічки Екачай Уекронгтам отримав нагороду «Срібна мушля» на фестивалі в Сан-Себастьяні, а Асані Суван був названий у 2004 році Національною кіноасоціацією Таїланду кращим актором (при тому, що він не є професійним актором).

## Сюжет
Фільм розповідає історію життя тайського боксера-трансексуалки Парінья Чароенпхол. Народжений на півночу Таїланду у бідній сім'ї, хлопчик з дитинства любив одягатися у жіночий одяг та користуватися косметикою, за що часто його били. Підлітком Парин Чароенпхол випадково опинився на аматорському ринзі і єдиним ударом відправив свого суперника в нокаут, заробивши за перемогу 500 бат. Відправившись разом з братом до юнацького спортивного табору, де займаються підготовкою майбутніх професійних кікбоксерів, Парінья демонструє природну обдарованість до цього виду спорту. Наставник табору Пай Чарт починає посилено тренувати багатообіцяючого хлопця, якому спочатку дуже бракує фізичної витривалості. Юний спортсмен робить значні успіхи та одержує перші перемоги на провінційних турнірах, де він виступає під ім'ям Нонг Тум. При цьому він продовжує мріяти про власне жіноче тіло, таємно фарбуючи своє обличчя помадою і пудрою. Одного разу його в такому вигляді застає тренер Пай Чарт, він вирішує не чинити опір незвичайної схильності свого підопічного, а навпаки, використовувати її як візитну картку. На наступний свій поєдинок Нонг Тум виходить вже в макіяжі, зустрінутий спершу сміх публіки, він тим не менше домагається перемоги. Надалі нафарбовані губи і припудрені віскі стають незмінними атрибутами всіх його виходів на ринг і, в певному сенсі, символами його спортивних звершень.
Нонг Тум отримує запрошення на участь у турнірі в Бангкоці, одночасно серйозно захворюює його тренер Пай Чарт. У столиці незвичайного спортсмена з провінції зустрічають як зірку. Після прибуття на стадіон його атакують представники преси, на пряме запитання однієї з журналісток, Нонг Тун відповідає, що дійсно є трансексуалкою і мріє зробити операцію зі зміни статі, як тільки заробить достатньо грошей, щоб забезпечити безбідне майбутнє своїм батькам. На ринзі того дня він отримує блискучу перемогу, а телевізійна трансляція поєдинку приносить йому національну славу. Радісна подія затьмарює лише звістка про смерть від раку наставника Пая Чарта. Нонг Тум залишається виступати в Бангкоці, проте перемагати йому стає все важче, оскільки він починає приймати гормони, готуючись до операції по корекції статі. Зрозумівши, що його стан не дозволяє продовжувати участь в професійних турниірах з кікбоксингу, спортсмен погоджується на промовиступ в Токіо, де його суперницею стає найсильніша жінка-рестлер Японії Кеко Іноуе. У наполегливій сутичці (Іноуе важче його на 30 кілограмів) Нонг Тум виходить переможцем та триумфально повертається на батьківщину. Там він нарешті здійснює свою мрію: за згодою батьків робить операцію  з корекції статі.

## У ролях
| Актёр               | Роль                                                        |
| ------------------- | ----------------------------------------------------------- |
| Асани Суван         | Нонг Тум / Паринья Чароэппхол Нонг Тум / Парінья Чароеппхол |
| Сорапонг Чатри      | Пай Чарт Пай Чарт                                           |
| Орн-Анонг Паніавонг | мати Нонга Тума                                             |
| Нуккид Бунтонг      | батько Нонга Тума                                           |